# Ricotta
Ricotta je vrsta skute porijeklom iz Italije. Ova vrsta sira je zapravo nusproizvod, jer se pravi od ostataka sirovina prilikom pravljenja sira.
U svojoj osnovnoj formi, ricotta je svježa, kremasta, blago slatkastog okusa i niskokalorična. Naime, u njenom sastavu se nalazi samo oko 5% masnoće. Konzistencija joj je blago granulasta, a boja snježno bijela. U toj, osnovnoj varijanti, podsjeća na engleski Cottage cheese, iako je znatno laganiji. Naravno, kao i svi svježi sirevi jako je osjetljiv i brzo se kvari. 
Ovaj sir je omiljeni sastojak raznih slastica pogotovo u južnom dijelu Italije i na Siciliji. Koristi se i u slanim jelima.

## Vrste
Postoje i vrste svježe krem ricotte, koje imaju duži rok trajanja: usoljena, pečena i dimljena. Prešana, usoljena i sušena vrsta ovog sira je poznata pod nazivom Ricotta salata. Ta vrsta je snježno bijele boje, s utisnutim motivom po sebi koji podsjeća na košaru od pruća. Prodaje se u kolutovima i obično se riba.
Ricotta infornata se proizvodi tako što se veće grude svježe ricotte stave u pećnicu i peku dok ne dobije smeđu, blago izgorjelu koricu, ili čak dok unutra ne postane boje pijeska. Ova varijanta ricotte je popularna na Sardiniji i Siciliji.
Ricotta affumicata se proizvodi slično kao infornata, samo što je, umjesto pečenja, dime. Taj proces se obavlja na dimu drvetu kestena ili hrasta, iako se ponekad upotrebljava i bukovina kombinirana sa začinima i klekom.
Ricotta scanta je proces u kome se pušta da se ricotta pokvari, pod kontroliranim uvjetima. Proizvodi se tako što se pusti da se ricotta ukiseli, s tim što se na dva, tri dana miješa i soli, dok polako otpušta višak tekućine. Taj proces traje oko sto dana, nakon kojih ona dobije konzistenciju krem sira, s pikantnom, reskom aromom koja asocira na plave sireve, ali ipak bogatijom.